# Waka (sculpture)
Pour les articles homonymes, voir waka et Waga (homonymie).

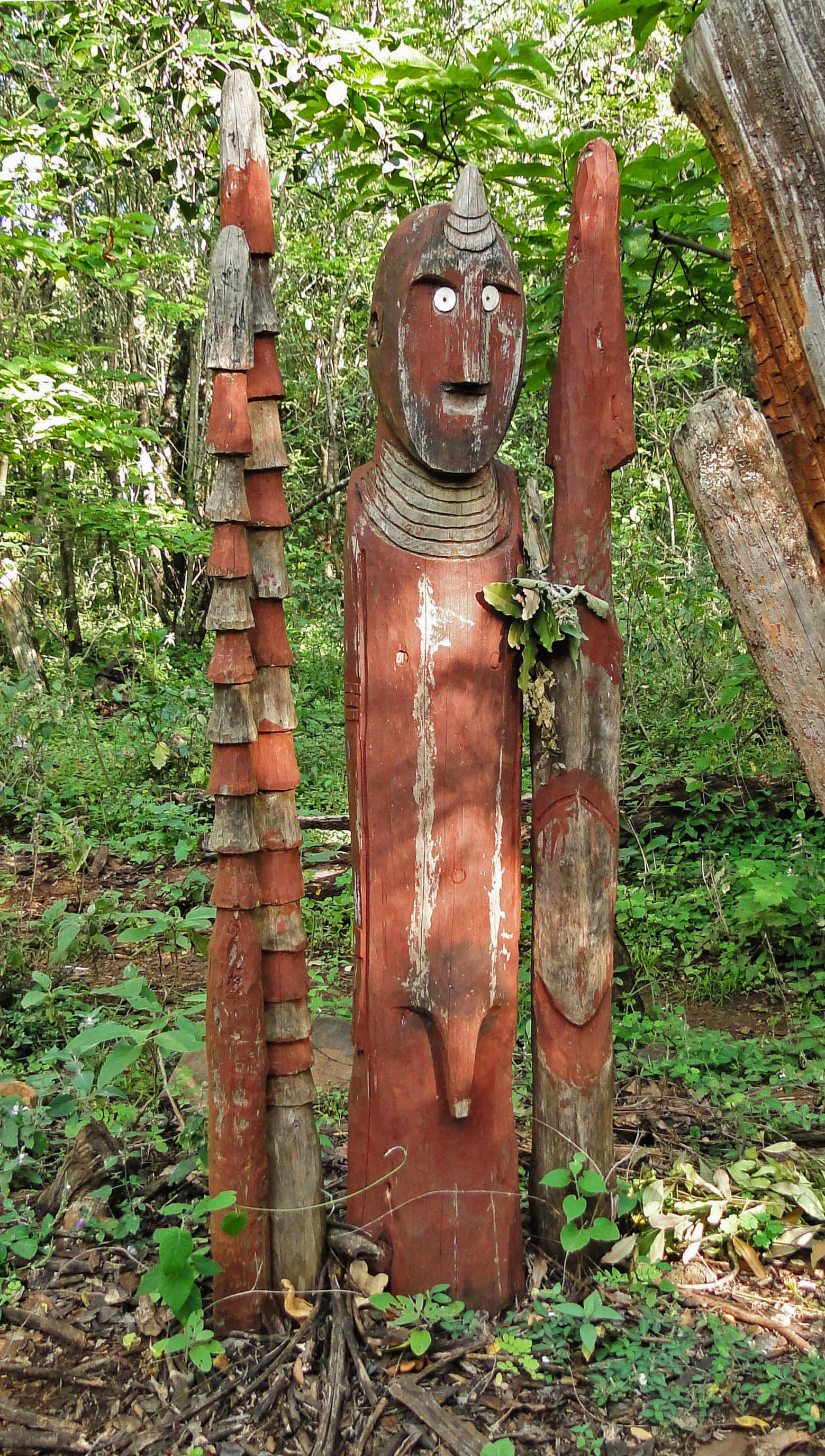
Un waka près de la ville de Konso (2012).

Un waka, également connu sous le nom de waga ou waaka, est un type de statue funéraire commémorative sculptée dans le bois lors d'un décès chez les Konso, une peuplade du sud de l'Éthiopie.

## Étymologie
Le nom waka est composé des mots wa- et aka, ce qui signifie « quelque chose des grands-pères ». 
Waka n'a rien à voir avec le mot Waĝa, qui signifie dieu.

## Description

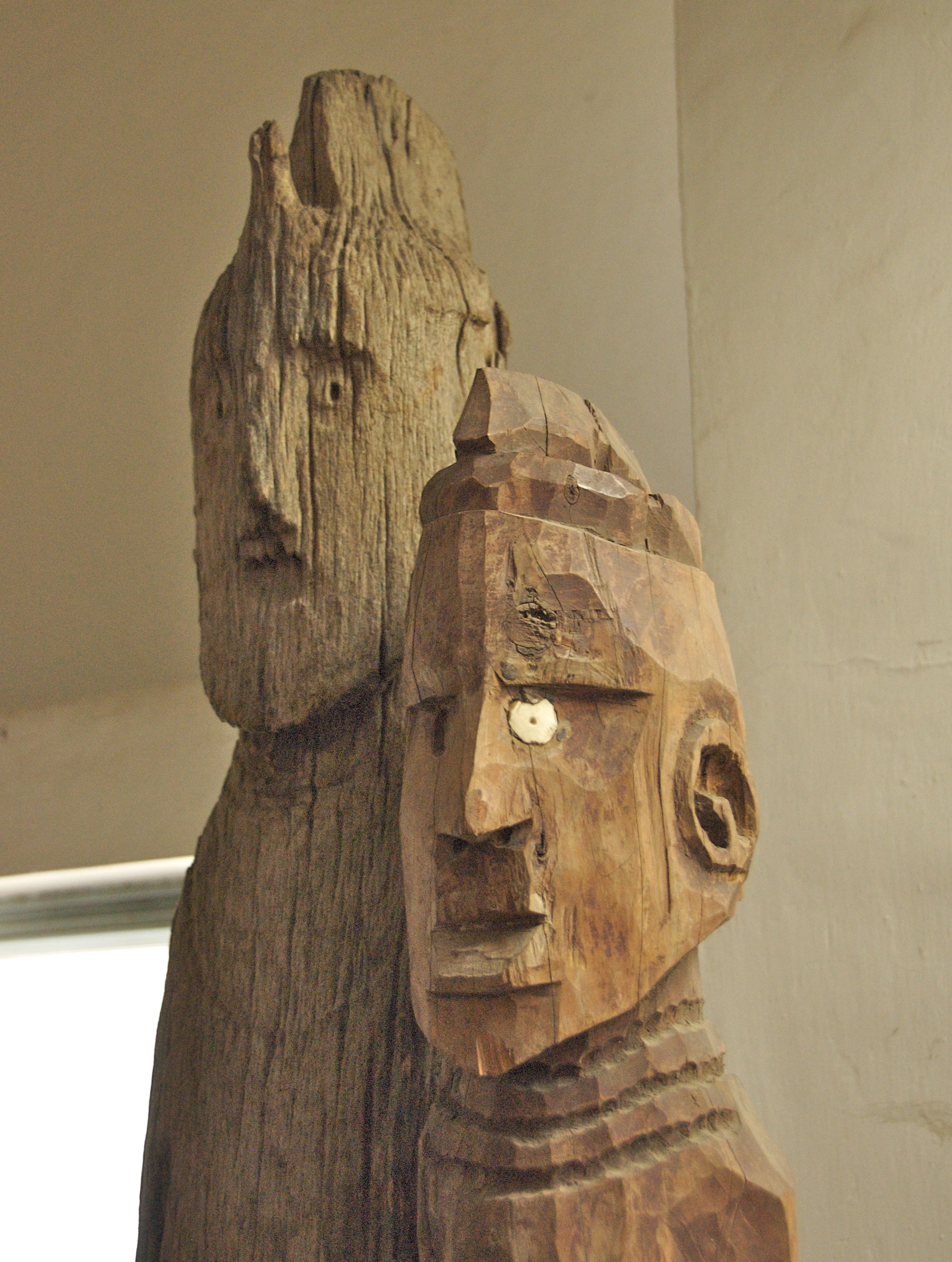
Waka, conservés au Musée national d'Éthiopie à Addis Abeba.

Les statues, toujours réalisées debout, sont principalement sculptées dans du bois de genévrier ou d'acacia. Les yeux sont généralement découpés dans une coquille d'œuf d'autruche et les dents réalisées en os d'animaux. Les statues sont enduites d'un amalgame fait d'argile, de sang et de graisse animale qui les protègent de la chaleur et de la pluie et portent parfois des décorations telles que collier d'ivoire ou bracelets.

## Symbolisme funéraire
Les waka représentent des hommes décédés, chef de clan (poqalla), notables ou héros (xetallaytta) qui ont tué un ou plusieurs ennemis. Leurs armes décorent leur statue.
Les représentations jouent un rôle biographique en rappelant leur vie, leurs faits mémorables et la mémoire de leurs ancêtres et du lignage. Elles sont souvent entourées de celles de ses femmes, de ses victimes ou ennemis vaincus qui sont alors émasculés.
Si un lion ou un léopard a été tué, une sculpture de cet animal peut être également réalisée. Les waka sont dressés sur la tombe du mort qu'ils représentent ou sont alignés, généralement sur la place publique (mora) du village ou encore s'élèvent le long des chemins principaux du village afin qu'ils soient visibles de tous. 
Les statues stylisées sont alignées sur un petit tumulus en pierre. D'autres pierres sont placées près des waka pour indiquer le nombre de champs que l'homme avait en sa possession. Les hommes riches ont parfois aussi la statue d'un singe debout devant leur waka, cet animal étant vu comme un signe de richesse. 

## Typologie
Waka d'un héros
Le waka d'un héros a un xallasha (ornement de forme phallique) sur le front, est décoré d'un collier d'ivoire et de bracelets et porte ses armes.
Waka d'un poqalla
Le waka a la même ornementation que celui du héros, mais a en plus un sceptre dynastique indiquant le nombre des ancêtres, un sceptre traditionnel et des bracelets d'autorité.
Waka d'une femme
Le waka d'un femme a une poitrine, porte une coiffure traditionnelle, une jupe, des bracelets, un collier (furoto). La femme d'un poqalla porte un bâton de virginité.

## Conservation et préservation
En 1996, quelque deux cents waka furent récupérés à l'aéroport par les douanes éthiopiennes, ce qui a attitré l'attention sur le fait que les waka étaient très recherchés par les trafiquants d'art africain. Afin de contribuer à leur préservation, un musée, le musée de la culture konso, leur a été consacré, ainsi qu'à la culture konso. Ce musée, financé en grande partie par la France et par le Musée des Arts Premiers du quai Branly à Paris, a été inauguré le 18 décembre 2009 en périphérie de la ville de  Konso.